# Lizofosfatidna kiselina
Lizofosfatidna kiselina (LPA) fosfolipidni derivat koji deluje kao signalni molekul.

## Funkcija
Lizofosfatidna kiselina dejstvuje kao potentan mitogen putem aktivacije tri G-protein-spregnuta receptora visokog-afiniteta: , , i  (takođe poznata kao EDG2, EDG4, i EDG7). LPA je isto tako ligand sledećih receptora: LPA4 (p2y9/GPR23), LPA5 (GPR92) i LPA6 (GPR87).

## Klinički značaj
Zbog svoje sposobnosti da stimuliše ćelijsku proliferaciju, aberantna LPA-signalizacija je bila vezana sa rakom na više načina. Deregulacija autotaksina ili LPA receptora moše da dovede hiperproliferacije, što može da doprinese onkogenezi i metastazi.
LPA je mogući uzrok pruritusa (svraba) kod obolelih od holestatičkih (poremećen protok žuči) bolesti. 

## Aktivacija
Nizvodno od aktivacije LPA receptora, mala GTPaza Rho može da bude aktivirana, čime se naknadno aktivira Rho kinaza. Ovo može da dovede do formiranja stresnih vlakana i ćelijske migracije putem inhibicije fosfataze lakog-lanca miozina.

## Metabolizam
Postoje brojni potencijalni putevi LPA biosinteze. Najpotpunije karakterisana sinteza je posredovana lizofosfolipazom D (autotaksinom), koja odstranjuje holinsku grupu sa lizofosfatidilholina. Lizofosfatidna kiselina je takođe intermedijar u sintezi fosfatidne kiseline.

## Literatura
- Kremer AE, Martens JJ, Kulik W, Ruëff F, Kuiper EM, van Buuren HR, van Erpecum KJ, Kondrackiene J, Prieto J, Rust C, Geenes VL, Williamson C, Moolenaar WH, Beuers U, Elferink RP. Lysophosphatidic acid is a potential mediator of cholestatic pruritus. Gastroenterology. 2010 May 20. [Epub ahead of print]
- Moolenaar, W.H., Lysophosphatidic Acid, a Multifunctional Phospholipid Messenger. J. Biol. Chem. 1995. (270)22:12949. Article Архивирано на веб-сајту  (14. октобар 2008).
- Mills, G.B., Moolenaar, W.H., The Emerging role of lysophosphatidic acid in cancer. Nat. Rev. Cancer. 2003. (8):582. Article
- Garrett, Reginald; Grisham, Charles M. (2008). Biochemistry. Cengage Learning. стр. 235—. ISBN 9780495109358. Приступљено 20. 12. 2010.